# Tomohiro Tsuda
Tomohiro Tsuda (津田 知宏, Tsuda Tomohiro), né le 6 mai 1986, est un footballeur japonais qui évolue au poste d'attaquant au Yokohama F.Marinos.

## Biographie
Tomohiro Tsuda commence sa carrière professionnelle au Nagoya Grampus. En 2010-2011, il se voit prêté au Tokushima Vortis, club de J-League 2.
Au total, Tomohiro Tsuda dispute 46 matchs en 1re division japonaise avec le Nagoya Grampus.

## Palmarès
- Finaliste de la Coupe du Japon en 2009 avec le Nagoya Grampus